# Gaddarna (sydväst om Jurmo, Korpo)
Gaddarna är en ögrupp i Korpo i Finland. Den ligger i kommunen Pargas stad i landskapet Egentliga Finland, i den sydvästra delen av landet, 200 km väster om huvudstaden Helsingfors.
Gaddarna består av Hermansgadd, Trutgrunden, Såtonkobbarna, Huslandet, Västerskäret, Sundgadden och Kirsgaddarna.